# Jan Lancaster
Jan Lancaster, 1. książę Bedford KG (ur. 20 czerwca 1389, zm. 14 września 1435 w Rouen), młodszy syn króla Anglii Henryka IV Lancastera i Marii Bohun, córki 7. hrabiego Hereford. Młodszy brat króla Henryka V.
Po 1399 r. został kawalerem Orderu Podwiązki. W latach 1403–1414 był kapitanem zamku Berwick i zarządcą Marchii Wschodnich. W 1411 r. posłował do Szkocji. 16 maja 1414 r. został mianowany hrabią Kendal i księciem Bedford. 24 listopada tego samego roku został dodatkowo hrabią Richmond.
Kiedy jego brat, król Henryk V, wyprawiał się do Francji, Bedford sprawował w jego imieniu władzę w królestwie. Taka sytuacja miała miejsce w latach 1415, 1417 i 1421. Jan brał udział w wyprawie na Francję w 1415 r. Walczył pod Harfleur, gdzie 15 sierpnia pokonał flotę francuską. W 1417 r. prowadził ekspedycję na Szkocję. W latach 1422–1432 sprawował urząd gubernatora Normandii.
Po śmierci Henryka V w 1422 r. Jan został regentem Francji w imieniu swojego kilkumiesięcznego bratanka Henryka VI. Wykorzystując wewnętrzną słabość Francji, regent dążył do rozszerzenia angielskich posiadłości na kontynencie. 17 sierpnia 1424 r. odniósł swoje największe zwycięstwo pod Verneuil. 26 lipca 1426 r. został Lordem Wielkim Admirałem.
Szczęście odwróciło się od Bedforda w 1429 r., kiedy Joanna d’Arc odparła Anglików spod Orleanu. W 1431 r. Bedford wykupił Joannę z burgundzkiej niewoli i doprowadził do jej skazania na śmierć na stosie. 16 grudnia 1431 r. zorganizował w paryskiej katedrze Notre-Dame koronację Henryka VI na króla Francji. Anglicy zostali jednak zepchnięci do defensywy i Bedford starał się już tylko ratować, co się da ze zdobyczy swojego starszego brata.
Bedford zmarł w 1435 r. w swojej rezydencji w Rouen. Został pochowany w tamtejszej katedrze. Jego testament (datowany na 10 września 1435 r.) został opublikowany 7 października 1441 r.
Książę żenił się dwa razy. Po raz pierwszy 14 czerwca 1423 r. w Troyes z Anną (1404 - 14 listopada 1432), córką księcia Burgundii Jana bez Trwogi i Małgorzaty Wittelsbach (córki księcia Bawarii Albrechta I). 14 listopada 1432 r. urodziło im się jedno - martwe - dziecko.
Drugą żoną Bedforda została 22 kwietnia 1433 r. w Thérouanne Jakobina Luksemburska (1415/1416 - 30 maja 1472), córka Piotra I, hrabiego de Saint-Pol, i Małgorzaty del Balso, córki Francesca del Balso, księcia Andrii. Małżeństwo to pozostało bezdzietne. Rok później Jakobina poślubiła giermka zmarłego męża, Ryszarda Woodville'a, a ich najstarsza córka Elżbieta została królową Anglii w 1464 po ślubie z Edwardem IV Yorkiem.
Wraz ze śmiercią księcia wygasły wszystkie jego tytuły parowskie.
Bedford był wybitnym kolekcjonerem ilustrowanych manuskryptów. Z jego bogatej kolekcji zachowały się trzy egzemplarze: Godzinki księcia Bedford i Brewiarz z Salisbury (wykonane w Paryżu) oraz wykonany w Anglii Psałterz i godzinki księcia Bedford. Oba egzemplarze godzinek są przechowywane w British Library w Londynie.